# 華覈
華覈（219年—278年），字永先，吳郡武進人。三國時孫吳史官，與韋昭、薛瑩等人合力編撰《吳書》五十五卷。

## 生平
華覈在東吳歷任上虞尉、典農都尉，後因文學才華出眾而遷任祕府郎，後升任中書丞。
建兴元年（252年），孫亮即位，華覈与韋昭、周昭、薛瑩、梁廣等人受命編撰《吳書》。
元興元年（264年），孫晧即位，進封徐陵亭侯。天冊元年（275年），華覈因為小事而被免職。天紀二年（278年）病逝，時年六十。

### 上書陳述
華覈在官時，曾上書過百，陳說利害。
永安六年（263年）蜀滅於魏時，華覈向吳主孫休陳說得害，希望加強對曹魏的防范。
寶鼎二年（267年），華覈與左丞相陸凱等人勸諫孫晧營建顯明宮，未獲採納。
建衡三年春正月晦日（271年2月26日），華覈堅持勸阻孫晧率眾出行華里，使孫晧放棄計劃。
同時，華覈也曾多次薦舉良能，曾表薦陸胤、陸祎等人的功績。後期孫晧隨意處罰大臣，華覈多次上疏為同僚解釋罪過，曾上書祈求赦免樓玄、韋昭、薛瑩等人。

## 評價
- 孫晧：「闻之，以卿研精坟典，博览多闻，可谓悦礼乐敦诗书者也。」（《三国志·吳书·王樓賀韋華傳第二十》）
- 陳壽：「薛莹称王蕃器量绰异，弘博多通；楼玄清白节操，才理条畅；贺邵厉志高洁，机理清要；韦曜笃学好古，博见群籍，有记述之才。胡冲以为玄、邵、蕃一时清妙，略无优劣。必不得已，玄宜在先，邵当次之。华覈文赋之才，有过于曜，而典诰不及也。予观覈数献良规，期于自尽，庶几忠臣矣。然此数子，处无妄之世而有名位，强死其理，得免为幸耳。 」（《三国志·吳书·王樓賀韋華傳第二十》）

### 引用
1. ↑  《史通·正史篇》：吴大帝之季年，始命撰《吴书》。至少帝时，更勅韦曜、周昭、薛莹、梁广、华覈访求往事，相与记述并作之，中曜、莹为首。当归命侯时，昭、广先亡，曜、莹徙黜，史官久阙，书遂无闻。覈表请召曜、莹续成前史。其后曜独终其书，定为五十五卷。
2. ↑  《建康实录》：（天纪）二年夏五月，右国史徐陵亭侯华覈卒。覈字永光，吴郡武进人。起家为上虞尉，以文学召入秘府。数以便宜利害事，进谏爱民省役，后主不纳。累迁东观令，领右国史。卒，时年六十。
3. ↑  《三國志·吳書·華覈傳》載《闻蜀亡诣宫门上表》
4. ↑  《三國志·吳書·華覈傳》載《谏盛夏兴工疏》
5. ↑  .   [2022-03-27]. （原始内容存档于2018-06-15）.
6. ↑  事見《三國志·吳書·孫晧傳》“建衡三年”春正月晦
7. ↑  《三國志·吳書·陸凱傳》載《奏荐陆胤》
8. ↑  《三國志·吳書·陸凱傳》載《表荐陆祎》
9. ↑  《三國志·吳書·樓玄傳》載《乞赦楼玄疏》
10. ↑  《三國志·吳書·韋曜傳》載《上疏救韦曜》
11. ↑  《三國志·吳書·薛綜傳》載《上疏请召还薛莹》

## 外部連結
- 《三國志·吳書·華覈傳》

## 延伸阅读
[在维基数据编辑]
 《三國志·卷65》，出自陳壽《三國志》